# Arctosa littoralis
Arctosa littoralis là một loài nhện trong họ Lycosidae.
Loài này thuộc chi Arctosa. Arctosa littoralis được Nicholas Marcellus Hentz miêu tả năm 1844.